# Мелані Торнтон
Мелані Джанен Торнтон (англ. Melanie Janene Thornton; 13 травня 1967 — 24 листопада 2001) — американська співачка поп і танцювальної музики. Була солісткою євроденс гурту La Bouche з 1994 по 2000 рік разом з американським репером і бек-вокалістом Лейн МакКрейем. Їх два найуспішніші сингли, «Sweet Dreams» і «Be My Lover», були випущені в 1994 і 1995 роках відповідно. Після відходу з групи Торнтон почала сольну кар'єру та досягла успіху переважно в європейських країнах до своєї смерті в 2001 році. Серед її сольних пісень «Love How You Love Me», «Heartbeat», «Makin' Oooh Oooh (Talking About Love)» та «Чудовий сон (Свята наближаються)».
Загинула в ніч на 24 листопада 2001 року, незабаром після фінального виступу в Лейпцигу, Торнтон була серед 24 людей, які також загинули в катастрофі рейсу 3597 швейцарської авіакомпанії Crossair у Бассерсдорфі, Швейцарія.